# موییانو
موییانو (به ایتالیایی: Mogliano) یک کومونه در ایتالیا است که در استان ماچه‌راتا واقع شده‌است. موییانو ۲۹٫۳ کیلومتر مربع مساحت و ۴٬۹۳۹ نفر جمعیت دارد و ۳۱۳ متر بالاتر از سطح دریا واقع شده‌است.

## خواهرخوانده
شهر مولیانو ونتو خواهرخواندهٔ موییانو هست.